# Fabio Carta
Fabio Carta (Turijn, 6 oktober 1977) is een Italiaans voormalig shorttracker. Van 1997 tot 2001 en van 2002 tot 2005 behaalde hij tijdens de Europese Kampioenschappen opeenvolgende Europese titels. Op de wereldranglijst stond hij aan het einde van het seizoen 2005/2006 64e. Tijdens de Olympische Spelen behaalde hij nog nooit een medaille, alleen een vierde plaats met het Italiaanse aflossingsteam.

## Persoonlijke records
| afstand    | tijd     | datum     | baan            | land |
| ---------- | -------- | --------- | --------------- | ---- |
| 500 meter  | 41.785   | 13-2-2004 | Bormio          | ITA  |
| 1000 meter | 1:26.535 | 14-3-2004 | Sint-Petersburg | RUS  |
| 1500 meter | 2:13.533 | 9-11-2001 | Bormio          | ITA  |
| 3000 meter | 4:45.307 | 13-3-2004 | Sint-Petersburg | RUS  |

## Resultaten
| jaar | EK   | Olympische Spelen     | Wereldbeker | WK individueel                                                         | WK teams | WK Junioren                 |
| ---- | ---- | --------------------- | ----------- | ---------------------------------------------------------------------- | -------- | --------------------------- |
| 1995 |      |                       |             |                                                                        |          | 500m: 4 · 1500m: 6 · 3000m: |
| 1996 |      |                       |             |                                                                        |          |                             |
| 1997 | Goud |                       |             | Klassement: 11 · Aflossing:                                            |          |                             |
| 1998 | Goud | 1000m: 6 Aflossing: 4 |             | Klassement: · 500m: 4 · 1000m: · 1500m: · 3000 meter: · Aflossing: 4 · | Brons    |                             |
| 1999 | Goud |                       |             | Klassement: · 500m: · 1000m: 4 · 1500m: · 3000m: · Aflossing: 4        |          |                             |
| 2000 | Goud |                       |             | Klassement: 12 · 500m: 15 · 1000m: 9 · 1500m: 7 · Aflossing:           | Brons    |                             |